# Reaction Motors XLR10

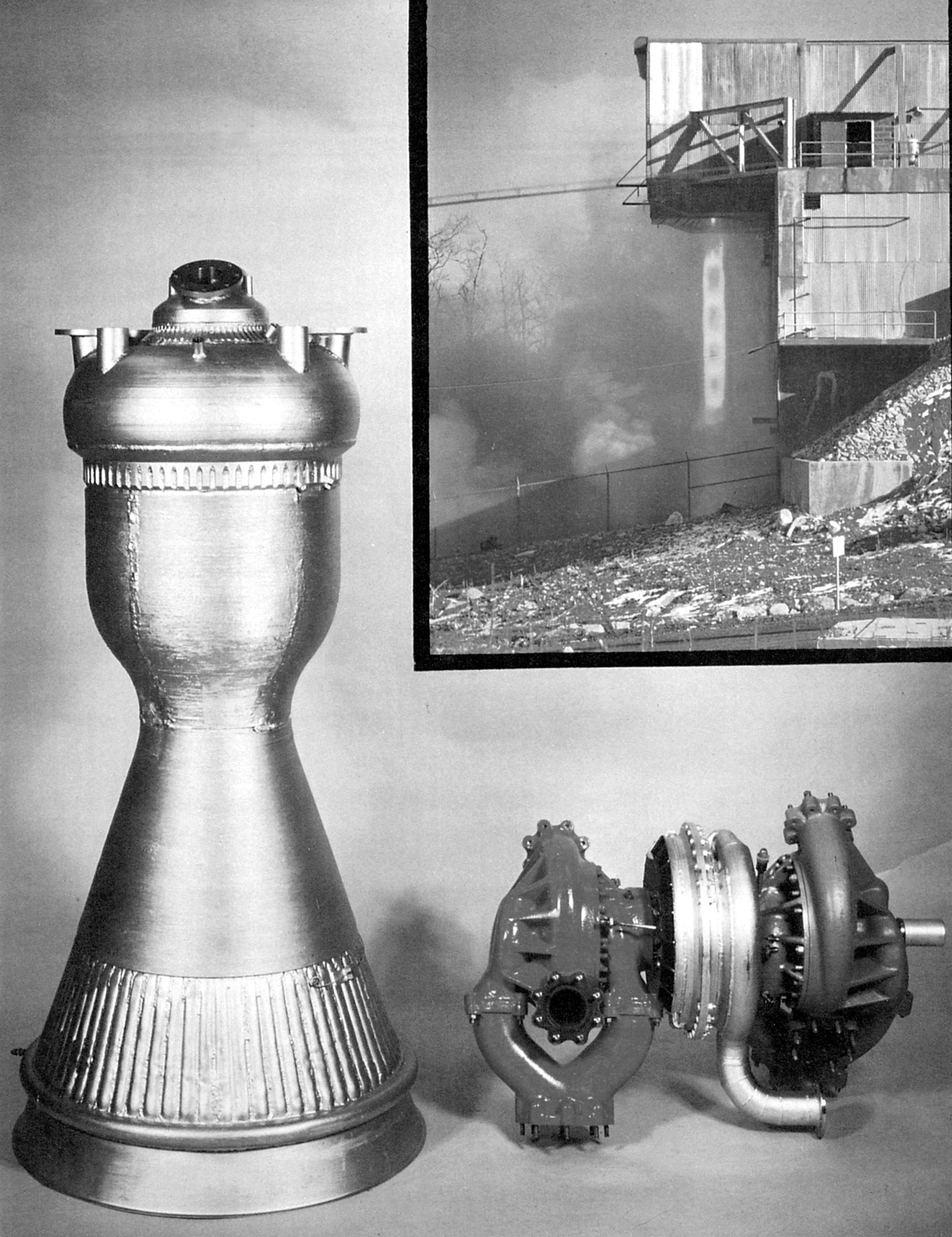
As partes constituintes do motor XLR10 usado no foguetes Viking.

O XLR10, foi um motor de foguete movido a combustível líquido desenvolvido nos Estados Unidos para uso no foguetes Viking.

## Características
O XLR10 foi projetado e construído pela Reaction Motors Inc., e usava etanol e oxigênio líquido como propelentes gerando um empuxo máximo de 93 kN.